# Dashain
Dashain é um festival religioso nacional do Nepal que ocorre durante 15 dias.
É o festival mais longo e mais auspicioso do calendário anual do Nepal, sendo celebrado pelos nepaleses de todas as castas sem importar o país no qual se encontrem.
O festival ocorre entre setembro–outubro, começando no quarto crescente e finalizando no dia da lua cheia. O Dashain também é denominado Bada Dasain, Dashera e Vijaya Dashami.
Ao longo do país a deusa Durga é adorada em todas as suas manifestações com pujas, múltiplas oferendas e milhares de sacrifícios  de animais para o ritual do banho sagrado, empapando em sangue a deusa durante muitos dias.
Este festival é conhecido por sua ênfase nos encontros familiares, assim como por renovar os vínculos da comunidade. Muitas pessoas viajam ao Nepal para celebrar o festival junto com seus entes queridos. Todos os escritórios governamentais, instituições educativas e outros escritórios permanecem fechados durante o festival.

## Significado
O Dashain comemora as vitórias do deus e das deusas sobre os demônios. Uma das razões de sua celebração é porque durante esta época o Senhor Rama matou Ravana. o rei dos demônios. Acha-se que o senhor Ram só foi capaz de ganhar a batalha porque contou com a bênção da deusa Durga.
No entanto a celebração principal simboliza a vitória do bem sobre o mau. Mahishasura, um demônio, tinha imposto o terror em dev-lok (o mundo dos deuses). Todos os deuses e santos oravam ao Adi-Shakti para que matasse a Mahishasura, mas nada sucedia, a deusa Durga finalmente emergiu e massacrou o demônio salvando assim a todos do terror.
Os primeiros nove dias do Dashain simbolizam a batalha que se desenvolveu entre as diferentes manifestações da deusa Durga e o demônio Mahishasura. No décimo dia é o dia em que finalmente Durga derrota a Mahishasura. A deusa Durga é aclamada em todo o país como a deusa mãe divina.
Durante o festival as pessoas rendem culto às diversas formas da deusa suprema, Durga. O festival é importante já que recorda a todos os princípios universais da verdade, justiça e virtude que devem prevalecer sobre o engano, a injustiça e a maldade. Acha-se que, se ela for adorada na forma adequada e consagrada então ter-se-á boa sorte. No entanto, se a deusa enoja-se por causa da falta de atenção então acha-se que ter-se-á má-sorte.
Dashain é o festival mais importante dos indianos. Os seguidores do culto Shakta consideram-no o dia em que o demônio Mahishasur foi vencido pela deusa Durga. Para os indianos que não são Shakta, o festival simboliza a vitória de Ramo sobre Ravana, as personagens de Ramayana  uma história épica. Os budistas recordam este dia como sendo aquele em que o Imperador Ashoka do subcontinente Índio abandonou a violência e começou a transitar a senda do budismo.
No vale de Katmandú, no povo Newar, o festival é denominado "Mohanee", com algumas leves diferenças em seus rituais e significado, o que faz ser confundido com frequência com o Dashain.